# Lovelight
Lovelight – piosenka pop napisana przez Lewisa Taylora do jego albumu z 2003 roku pt. Stoned, Pt. 1.

## Singel Robbiego Williamsa
W 2006 roku piosenka została zapożyczona przez brytyjskiego piosenkarza Robbiego Williamsa. Została wyprodukowana tym razem przez Marka Ronsona i wydana jako drugi singel z dziesiątej solowej płyty wykonawcy Rudebox.
Teledysk do piosenki został nakręcony przez Jake'a Nava w Wiedniu w Austrii. Akcja klipu rozgrywa się w ciemnym klubie pośród tłumu kobiet fanek i tancerek. Premiera wideoklipu odbyła się w Wielkiej Brytanii 6 października 2006.
Na brytyjskiej liście UK Singles Chart wykonanie Robbiego Williamsa początkowo znajdowało się na 28. pozycji. Na liście UK Download Chart zadebiutowała na miejscu 25., potem przeskakując na 15. Po ukazaniu się teledysku z 28. pozycji znalazła się na miejscu 8 (w UK Singles Chart).